# 斯蒂沃山
45°55′16″N 10°57′45″E / 45.92111°N 10.96250°E

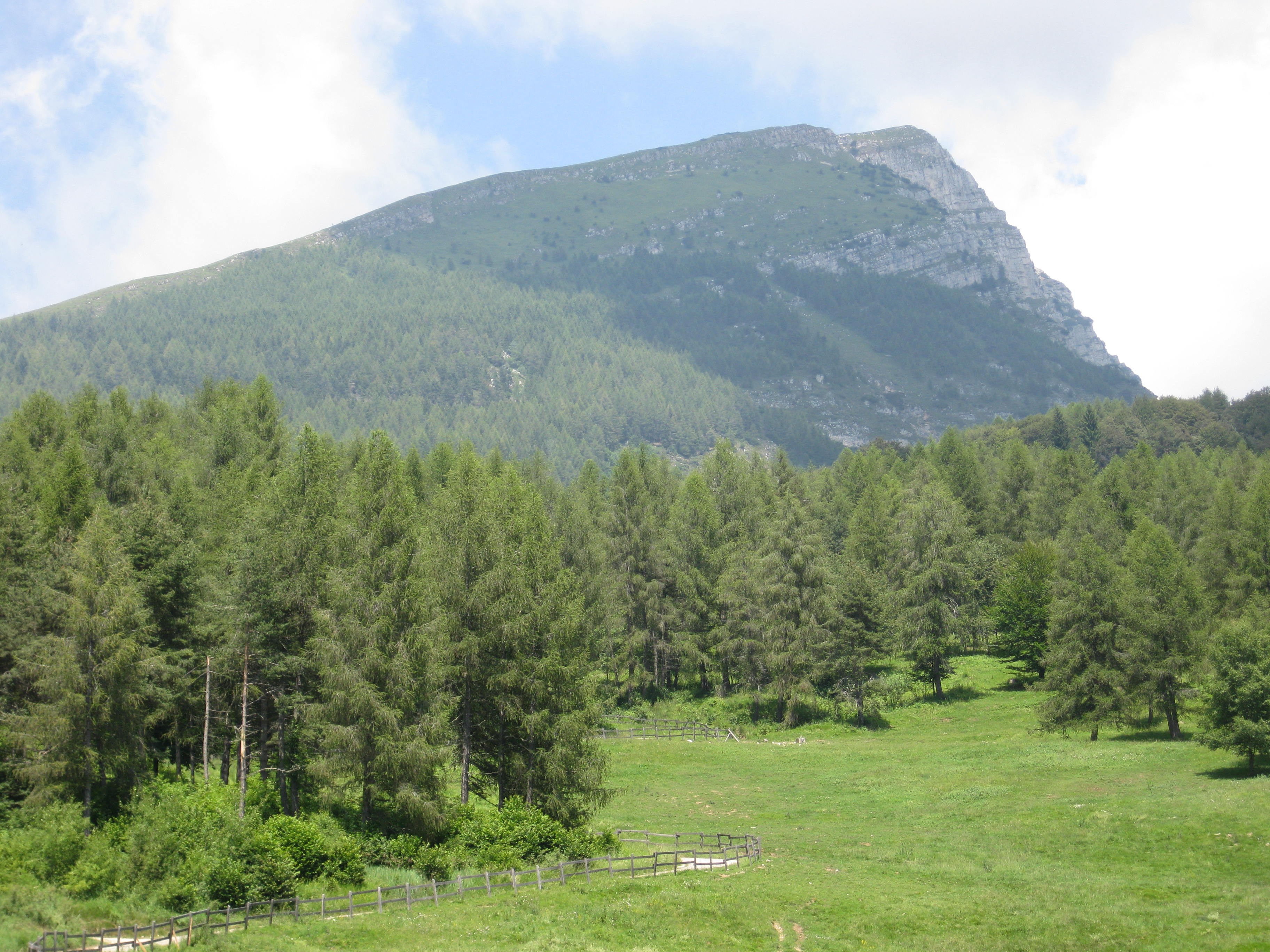

斯蒂沃山（義大利語：Monte Stivo），是意大利的山峰，位於該國北部，由特倫蒂諾-上阿迪傑大區負責管轄，屬於加達山脈的一部分，海拔高度2,059米，每年平均降雨量1,556毫米。